# Client side
Dans le domaine informatique, le terme client side (« côté client ») fait référence à la relation d'un client dans une architecture client-serveur.
Le client est une application comme un navigateur web qui fonctionne localement sur l'ordinateur et qui envoie des requêtes sur le serveur quand nécessaire.
Le protocole et le format des données échangées entre le client et le serveur dépendent de l'architecture.

## Exemples
- Le web utilise le protocole HTTP pour échanger des données au format HTML. Le format HTML est visualisé par un navigateur web et l'utilisateur clique sur un lien pour demander au serveur web une nouvelle page HTML. Les requêtes sont présentées sous forme de liens.
- Le projet SETI@home ou Folding@Home utilise un protocole HTTP pour échanger des données au format. Le format contient des données à analyzer. Une fois analysé, le logiciel client envoie automatiquement le résultat et redemande des données au serveur.